# 倉田麗華
倉田 麗華（くらた れいか、1981年8月25日 - ）は、日本の政治家。練馬区議会議員（4期）。

## 概要
『恋のから騒ぎ』（日本テレビ）第13期メンバー。番組でも人気メンバーの一人であったが、3か月ほどを残して自ら途中降板した。番組では過激な発言で話題を呼んだ。
小林興起主宰の政経塾の塾生であった経緯から、2007年、国民新党より練馬区議選（定数50）に出馬、当選。

## 略歴
- 2006年
  - 12月頃まで『恋のから騒ぎ』13期生として出演。
- 2007年
  - 4月22日　練馬区議会議員選挙（国民新党公認）当選、4,643票（13位/68人中）。
  - 9月14日　区議会の「練馬区議会国民新党」が解散したため、「民主党練馬クラブ」に加入。
- 2011年
  - 4月24日　練馬区議会議員選挙（無所属）当選、6,585票（4位/68人中）。
- 2015年
  - 4月26日　練馬区議会議員選挙（無所属）当選、6,585票（12位/70人中）。
- 2019年
  - 4月21日　練馬区議会議員選挙（無所属）当選、6,131票（8位/62人中）。

## 議会活動
- 会派 - 練馬区議会未来会議・都民ファーストの会・国民民主党

## エピソード
- 小学生のときに両親が離婚。母子家庭で育ち苦労を重ねた。
- 母子家庭の経験から、いわゆる“ハコモノ”行政ではなく、福祉や教育を重視した区政を訴えている。
- 2008年9月、産経新聞主催の鼎談「私たちが政治を変える！美人市議、大いに語る」に参加し、「世界で最も美しい女性政治家」に選ばれた藤川優里八戸市・議会議員や吉羽美華・寝屋川市議会議員とともに、政治から結婚観まで本音のトークを披露した[1]。